# حدائق النباتات الملكية (كيو)
الحدائق النباتية الملكية، كيو (بالإنجليزية: Royal Botanic Gardens, Kew)‏ هي هيئة عامة غير إدارية في المملكة المتحدة ترعاها وزارة البيئة والغذاء والشؤون الريفية. وهي مؤسسة بحثية وتعليمية ذات أهمية دولية في علم النبات، وتوظف 1100 موظف. ويترأس مجلس أمنائها السيدة إميليا فاوست.
تدير المنظمة حدائق كيو النباتية في Kew في ريتشموند على نهر التايمز في جنوب غرب لندن، وفي وايكهرست، وهي ملكية تابعة لصندوق National Trust في ساسكس والتي تعد موطنًا لبنك الألفية للبذور، والذي يعمل علماءه مع المنظمات الشريكة في أكثر من 95 دولة. قام كيو بالاشتراك مع لجنة الغابات بتأسيس Bedgebury National Pinetum في كنت في عام 1923 متخصصًا في زراعة الصنوبريات. في عام 1994، تم تشكيل Castle Howard Arboretum Trust، الذي يدير مشتل يوركشاير، كشراكة بين Kew و Castle Howard Estate.